# Črna na Koroškem

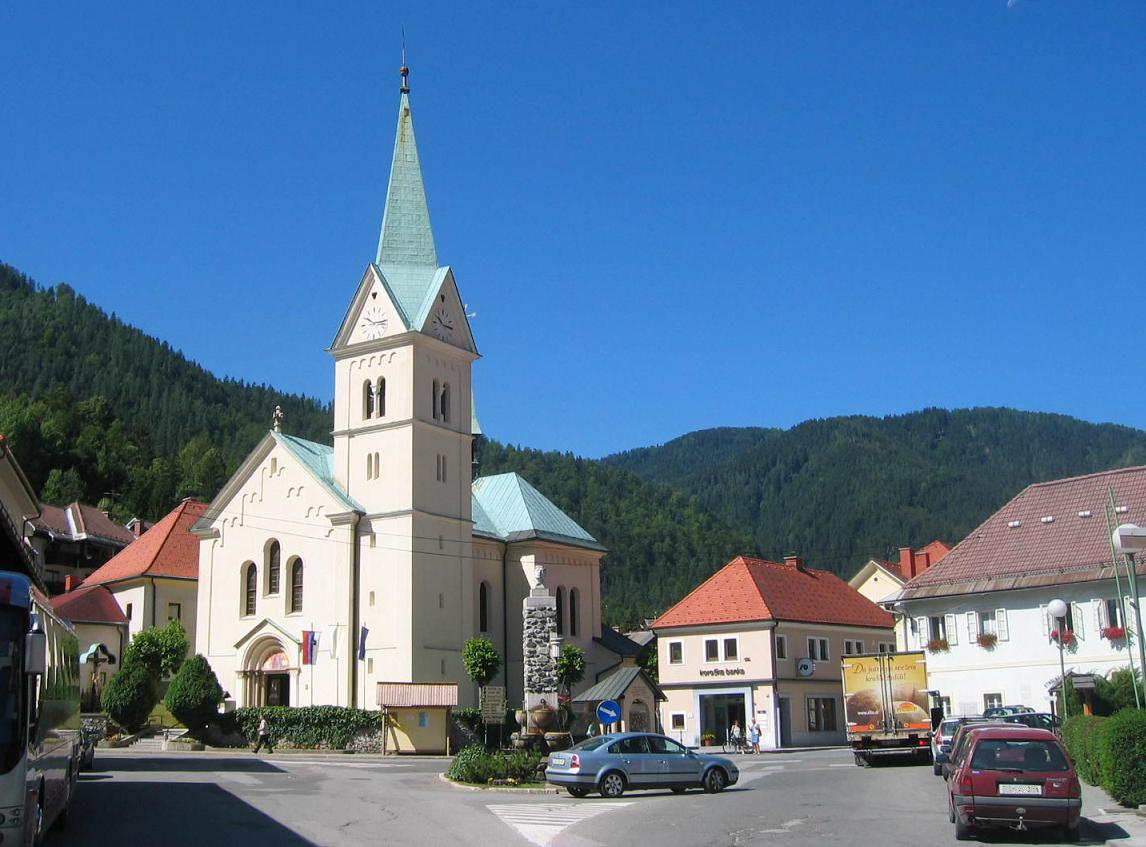
Zentrum von Črna na Koroškem.

Črna na Koroškem (deutsch Schwarzenbach) in eine Ortschaft in Slowenien in der historischen Landschaft Koroška (Slowenisch-Kärnten), statistische Region Koroška.
Sie ist Hauptort und Verwaltungssitz der Gemeinde Črna na Koroškem.

## Lage
Črna na Koroškem liegt in den Karawanken (Karavanke) im oberen Mežatal (Mieß) und gilt als eines der schönsten Dörfer im Tal. Der Ort liegt etwa im Zentrum des Gemeindegebietes auf 574 m. ü. A.

## Geschichte
Die Kirche von Črna wurde 1137 als Filialkirche von St. Michael ob Bleiburg erstmals urkundlich erwähnt. 1616 wurde das Dorf zur selbständigen Pfarrei. Um das Jahr 1665 fing man mit dem Bergbau in dieser Region an. Das Blei- und Zinkbergwerk gilt als eines der ältesten Bergwerke dieser Art im Alpenraum. Die Stollen erreichen eine Länge von fast 1000 km. Der Ort gehörte bis 1918 zum Herzogtum Kärnten (daher die slowenische Bezeichnung Kärntens im Namen) in Österreich-Ungarn, dann zum SHS-Staat (Jugoslawien). Seit 1991 ist es Teil des selbständigen Slowenien.